# بککن
بککن (به سوئدی: Backen) یک منطقهٔ مسکونی در سوئد است که در بخش اومیا واقع شده‌است.